# Gaëtan Haas
Gaëtan Haas (ur. 31 stycznia 1992 w Biel/Bienne) – szwajcarski hokeista, reprezentant Szwajcarii, trzykrotny olimpijczyk.

## Kariera
- EHC Biel U17 (2006–2009)
  -  Zuchwil U20 (2006/2007)
- EHC Biel U20 (2007–2011)
- EHC Biel (2009–2017)
  -  HC Ajoie (2010/2011)
- SC Bern (2017–2019)
- Edmonton Oilers (2019–2020)
  -  Bakersfield Condors (2019)
- SC Bern (2020)
- Edmonton Oilers (2021)
- EHC Biel (2021–)

Wychowanek EHC Biel w rodzinnym mieście. Przez wiele lat był zawodnikiem seniorskiej drużyny klubu. W 2017 przeszedł do SC Bern (kontrakt ogłoszono pod koniec 2016). W styczniu 2019 przedłużył tam kontrakt o rok z zastrzeżeniem możliwości odejścia do rozgrywek NHL. W połowie 2019 istotnie podpisał kontrakt wstępujący z kanadyjskim klubem Edmonton Oilers, w barwach którego rozegrał sezon NHL (2019/2020), w kwietniu 2020 prolongował tam umowę. We wrześniu 2020 został stamtąd wypożyczony do SC Bern. Pod koniec 2020 wrócił do Edmonton i tam dokończył sezon NHL (2020/2021). W czerwcu 2021 ogłoszono jego ponowny angaż w macierzystym EHC Biel, gdzie podpisał pięcioletni kontrakt.
W barwach juniorskich reprezentacji kraju uczestniczył w turniejach mistrzostw świata do lat 18 edycji 2009, 2010, mistrzostw świata do lat 20 edycji 2011, 2012. W barwach reprezentacji seniorskiej uczestniczył w turniejach mistrzostw świata edycji 2016, 2017, 2018, 2019 oraz zimowych igrzysk olimpijskich 2018, 2022.

## Sukcesy
Reprezentacyjne
- Srebrny medal olimpijskiego festiwalu młodzieży Europy: 2009
- Srebrny medal mistrzostw świata: 2018

Klubowe
- Złoty medal mistrzostw Elite Jr. B: 2008, 2009 z EHC Biel U20
- Złoty medal mistrzostw Szwajcarii: 2019 z SC Bern

Indywidualne
- Mistrzostwa Świata Juniorów w Hokeju na Lodzie 2012/Elita:
  - Jeden z trzech najlepszych zawodników reprezentacji w turnieju[10]
- Puchar Szwajcarii w hokeju na lodzie (2014/2015):
  - Pierwsze miejsce w klasyfikacji kanadyjskiej turnieju: 6 punktów
- National League (2017/2018):
  - Skład gwiazd sezonu
- National League (2018/2019):
  - Skład gwiazd sezonu